# Дилга-Гаре
Дилга-Гаре (рум. Dâlga-Gară) — село у повіті Келераш в Румунії. Входить до складу комуни Дор-Мерунт.
Село розташоване на відстані 75 км на схід від Бухареста, 34 км на північний захід від Келераші, 129 км на захід від Констанци, 134 км на південний захід від Галаца.

## Населення
За даними перепису населення 2002 року у селі проживали 1292 особи. Рідною мовою 1288 осіб (99,7%) назвали румунську.
Національний склад населення села:
| Національність | Кількість осіб | Відсоток |
| -------------- | -------------- | -------- |
| румуни         | 965            | 74,7%    |
| цигани         | 326            | 25,2%    |